# Autobahndreieck Treptow
Das Autobahndreieck Treptow, auch kurz als „AD Treptow“ bezeichnet, ist eine Verbindung in Bauform einer Trompete der A 117 zur Schnellstraße Potsdam–Schönefeld bzw. B 96a im Berliner Ortsteil Altglienicke des Bezirks Treptow-Köpenick. Die A 117 verläuft vom Autobahndreieck Waltersdorf im Süden zum AD Treptow.
Die Haupttrasse bildet die B 96a, die von Schönefeld im Südwesten nach Nordosten zum Bezirk Treptow-Köpenick verläuft. Im Berliner Ortsteil Bohnsdorf kreuzt dann die A 117 die B 96a und endet dort. Die A 117 wird auch als „Abzweig Treptow“ bezeichnet, da sie den Bezirk Treptow-Köpenick über das AD Waltersdorf und die A 113 bzw. das Kreuz Schönefeld mit dem Berliner Ring verbindet.
Die nächsten Gemeinden außerhalb Berlins sind Schönefeld und Schulzendorf sowie Königs Wusterhausen. Südwestlich des Autobahndreiecks befindet sich der Flughafen Berlin Brandenburg (BER). Das Dreieck selbst liegt auf der Grenze zwischen Altglienicke und Bohnsdorf, die von der B 96 gebildet wird.
In der DDR trug das Dreieck seit seiner Eröffnung im Jahr 1963 die Bezeichnung „Bohnsdorfer Schleife“.
| Von                       | Nach                   | Durchschnittliche tägliche Verkehrsstärke | Durchschnittliche tägliche Verkehrsstärke | Durchschnittliche tägliche Verkehrsstärke | Anteil Schwerlastverkehr | Anteil Schwerlastverkehr | Anteil Schwerlastverkehr |
| Von                       | Nach                   | 2005                                      | 2010                                      | 2015                                      | 2005                     | 2010                     | 2015                     |
| ------------------------- | ---------------------- | ----------------------------------------- | ----------------------------------------- | ----------------------------------------- | ------------------------ | ------------------------ | ------------------------ |
| AS Schönefeld-Süd (B 96a) | AD Treptow             | 27.900                                    | 17.700                                    | 14.300                                    | 5,9 %                    | 6,7 %                    | 5,2 %                    |
| AD Treptow                | Adlergestell (B 96a)   | 41.300                                    | 32.100                                    | 28.200                                    | 4,9 %                    | 5,4 %                    | 4,9 %                    |
| AD Treptow                | AD Waltersdorf (A 117) | 46.400                                    | 23.100                                    | 19.900                                    | 5,6 %                    | 6,5 %                    | 6,9 %                    |